# Ewald Georg von Kleist

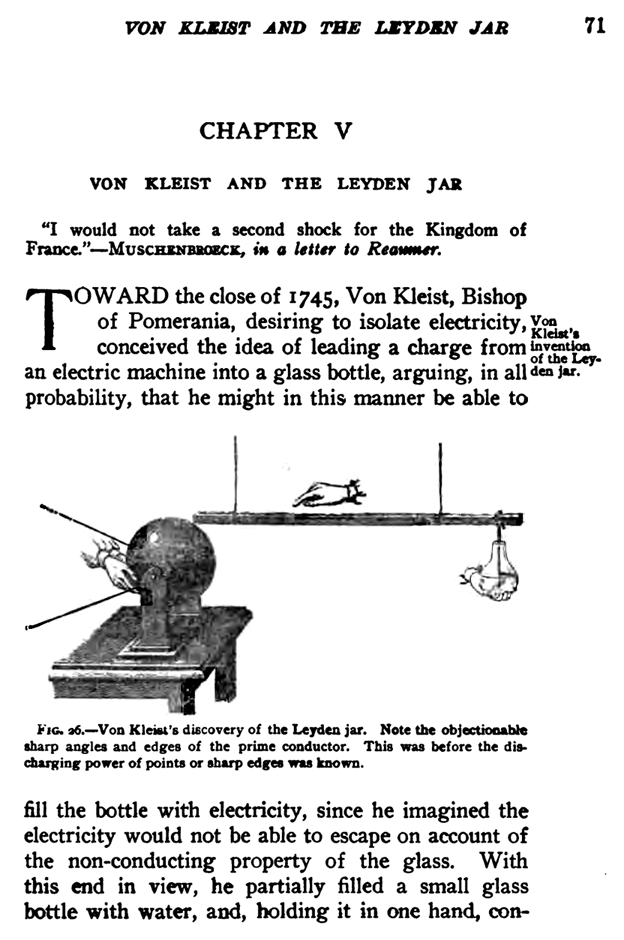
Opis i ilustracja wynalazku Kleista

Ewald Georg von Kleist, Ewald Jürgen von Kleist (ur. 10 czerwca 1700 w Wicewie koło Białogardu, zm. 10 grudnia 1748 w Koszalinie) – niemiecki prawnik i uczony, jeden z dwóch niezależnych wynalazców butelki lejdejskiej, obok Pietera van Musschenbroeka.

## Życiorys
Urodził się 10 czerwca 1700 w Wicewie koło Białogardu w domu starosty białogardzkiego Ewalda Joachima von Kleista. W wieku 15 lat rozpoczął naukę w gimnazjum w Szczecinku, do którego uczęszczał w latach 1715–1718. Jego obecność w gimnazjum jest potwierdzona wpisem w albumie szkolnym z 9 listopada 1715 roku, w którym zapisał swoje imię jako Ewaldus Georgius de Kleist, Vizow, Pom. Orient. Ze Szczecinka przeniósł się do gimnazjum akademickiego w Gdańsku, które ukończył 1721 roku. Następnie studiował nauki prawne w Lipsku i w Lejdzie, gdzie zetknął się z nowymi dziedzinami nauki, takimi jak elektrostatyka i elektromagnetyzm. W 1722 roku jego stryj, Andreas Joachim von Kleist, przekazał mu majątek w Kamieniu. W 1722 został dziekanem kapituły Pomorskiego Kościoła Ewangelickiego. Brak wykształcenia teologicznego nie był przeszkodą w objęciu tej posady, gdyż ówcześnie godność dziekana nie była już związana z funkcjami duchowymi. Do jego nielicznych obowiązków administracyjnych należała opieka nad szkołą katedralną.  
Zajmował się także badaniami z zakresu chemii i fizyki, szczególnie interesując się zjawiskami elektryczności. Będąc pod wpływem pokazów Georga Matthiasa Bosego zajął się doświadczeniami z kondensatorem elektrycznym, który był zamkniętym korkiem naczyniem ze szkła wypełnionym wodą. Przez korek przebito na wylot miedziany drut. Butelkę można było naładować elektrycznie, pocierając pręt jedwabiem. 11 października 1745 po wielu wcześniejszych próbach przeprowadził próbę zakończoną sukcesem. O dokonanym odkryciu poinformował listem z 4 listopada 1745 członka Berlińskiej Akademii Nauk i sekretarza jej sekcji fizyki Johanna Lieberkühna oraz kolegę z czasów gimnazjum w Gdańsku, diakona w gdańskim kościele św. Jana Pawła Świetlickiego, który zainteresował nim późniejszego burmistrza Gdańska Daniela Gralatha. Jego wyników nie udało się odtworzyć badającym je naukowcom, jedynie Gralath zdołał je powtórzyć. W liście z 19 grudnia 1745 do profesora Johanna Gottloba Krügera z Halle opisał swoje doświadczenia, a list ten znalazł się później w książce Krügera Historia Ziemi.  
Von Kleist dokonał tego wynalazku rok wcześniej niż Pieter van Musschenbroek na Uniwersytecie w Lejdzie, mimo to nazwa „butelka lejdejska” stała się bardziej znana. Przewaga Holendra polegała na pracy w uznanym ośrodku uniwersyteckim oraz na szybkiej publikacji wyników, podczas gdy von Kleist musiał polegać na własnych umiejętnościach, determinacji i konsekwencji, a swoje odkrycia ogłosił znacznie później. Von Kleist jest uznawany za jej wynalazcę w wielu encyklopediach i publikacjach.
W Kamieniu von Kleist ożenił się z Magdaleną Lukrecją von Platen i miał z nią ośmioro dzieci, z których tylko troje dożyło dorosłości. W 1747 roku został powołany przez Fryderyka II Wielkiego na stanowisko prezesa Sądu Królewskiego w Koszalinie, ale zmarł rok później, 10 grudnia 1748 roku. Miejsce jego pochówku na starym cmentarzu w Koszalinie nie jest znane, a żaden jego portret nie przetrwał do dzisiejszych czasów.
W 2021 w Kamieniu Pomorskim wyremontowany został dworek, w którym mieszkał, a w miejskim muzeum powstała interaktywna wystawa poświęcona jego życiu.